# Fyllesjön, Småland
Fyllesjön är en sjö i Ljungby kommun och Värnamo kommun i Småland och ingår i Helge ås huvudavrinningsområde. Sjön är 1,5 meter djup, har en yta på 0,316 kvadratkilometer och är belägen 173 meter över havet. Sjön avvattnas av vattendraget Ljungabäcken.

## Delavrinningsområde
Fyllesjön ingår i det delavrinningsområde (631501-140325) som SMHI kallar för Utloppet av Fyllesjön. Avrinningsområdets medelhöjd är 201 meter över havet och ytan är 14,09 kvadratkilometer. Det finns inga delavrinningsområden uppströms utan avrinningsområdet är högsta punkten. Ljungabäcken som avvattnar avrinningsområdet har biflödesordning 3, vilket innebär att vattnet flödar genom totalt 3 vattendrag innan det når havet efter 180 kilometer. Delavrinningsområdet består mestadels av skog (69 procent) och jordbruk (17 procent). Avrinningsområdet har 0,43 kvadratkilometer vattenytor vilket ger det en sjöprocent på 3,1 procent.